# Erna Solberg
Erna Solberg (Bergen, 24 de fevereiro de 1961) é uma política, socióloga, politóloga, estadista e economista norueguesa. É filiada ao Partido Conservador, tendo começado sua carreira política em 1979 no governo local de sua cidade natal. Em 1989 foi eleita deputada do Storting, tendo permanecido até ao momento atual. Em 2001 passou a fazer parte do governo do primeiro-ministro Kjell Magne Bondevik, nomeada ministra do Governo Local e Desenvolvimento Regional até o ano de 2005. Desde 2004, é a presidente do Partido Conservador.
Foi primeira-ministra e líder do Governo Solberg após ter obtido a vitória nas eleições parlamentares de 2013 até 2021, onde sucedeu o cargo ao político Jens Stoltenberg. 
Em 2023, Solberg esteve no meio de um escândalo político, devido à uma acusação de insider trading contra seu marido.

## Inícios e formação
Erna Solberg (pronúncia norueguesa: [ˌæːɳɑ ˈsuːlˈbærɡ]) é a mais velha de três irmãs. Seu pai, Asbjørn Solberg (1925-1989), trabalhava como consultor na empresa de transporte municipal Bergen Sporvei e sua mãe, Inger Wenche (1926), trabalhava como secretária. Os seus pais são ambos executivos.
Erna e sua família cresceram num dos bairros ricos de sua cidade, Kalfaret. Realizou seus estudos primários na escola Nygård skole. Com 16 anos, foi diagnosticada com dislexia, mas o problema não afetou em nenhum momento a seu rendimento acadêmico e assim assistia a classes de piano. Também pertencia ao movimento do escotismo (Scouts) na organização YMCA-YWCA Navegadores de Noruega.
Ingressou na educação secundária no instituto Langhaugen videregående skole, onde foi eleita como membro da junta diretiva da União de Estudantes das Escolas Norueguesas. Durante sua etapa como estudante, Solberg dirigiu o evento caritativo nacional  Operasjon Dagsverk, onde estudantes coletaram dinheiro destinado a Jamaica para os afetados do Furacão Allen.
Licenciou-se no nível superior em sociologia, ciências políticas, estatísticas e economia em 1986 pela Universidade de Bergen.
Durante seu último ano na universidade, dirigiu a Liga de Estudantes do Partido Conservador Norueguês da cidade de Bergen.

## Carreira política
Na política decidiu entrar no Partido Conservador, onde começou no ano de 1979, na política local, sendo membro adjunta do conselho da cidade de Bergen até 1983.
Entre 1987 a 1989 pertenceu ao comitê executivo municipal e presidiu durante dois anos na Juventude Conservadora Norueguesa, como também no Partido Conservador da cidade.
Posteriormente, apresentou-se às listas do partido para as Eleições Parlamentares, tendo sido eleita em 1989 como parlamentar do Storting pelo distrito eleitoral de Hordaland, sendo reeleita nas eleições nacionais durante cinco ocasiões e ao qual ainda atualmente pertence.
No dia 7 de março de 1993 passa a ser Líder da Associação de Mulheres Conservadoras Nacionais, até 4 de junho de 1998.

### Ministra

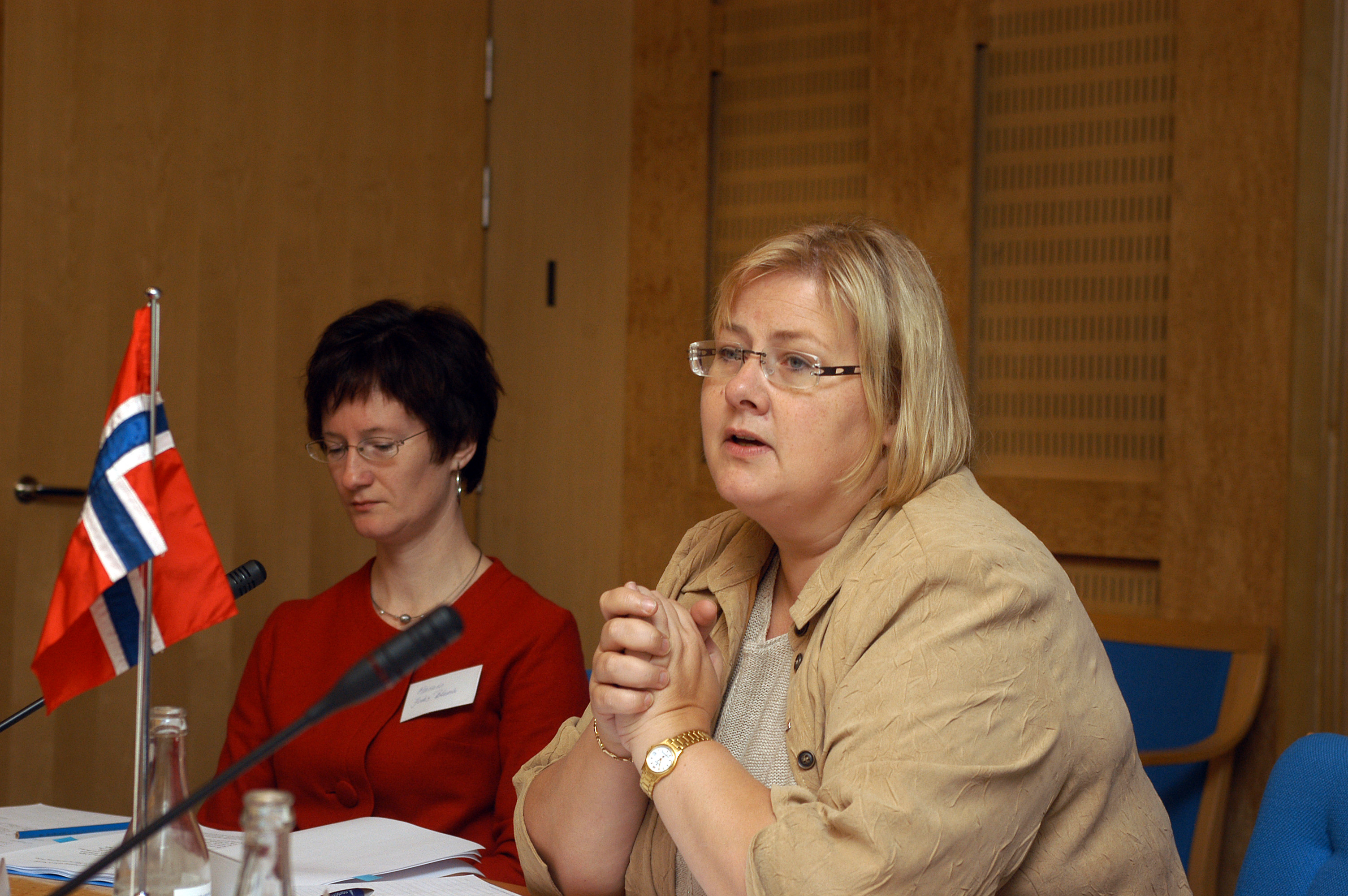
Erna Solberg na reunião do Conselho de Cooperação Nórdica-Báltica.

Como parlamentar, em 2001 passou a fazer parte do governo do primeiro-ministro Kjell Magne Bondevik, tendo sido nomeada no dia 19 de outubro como Ministra de Governo Local e Desenvolvimento Regional, até que foi sucedida do cargo em 17 de outubro do 2005.
Durante seu governo como ministra, devido a sua firme postura alegada sobre a política de asilo, os meios de comunicação aproveitaram para lhe pôr como apelido de "Erna de Ferro".
Desde seu gabinete, os números mostram que seu ministério na realidade deixou milhares de petições solicitantes de asilo. Em 2003 propôs introduzir conselhos da Sharia Islâmica no país depois de ter sido informada de sua existência no Reino Unido e em 2004 anunciou seus desejos de aumentar a imigração na Noruega.
É também conhecida como ministra pela pressão que exerceu sobre o Ministério dos Negócios Estrangeiros, para tentar expulsar do país o líder religioso curdo Mullah Krekar. Ela negou o asilo político de Mordechai Vanunu para não prejudicar as relações com Israel.

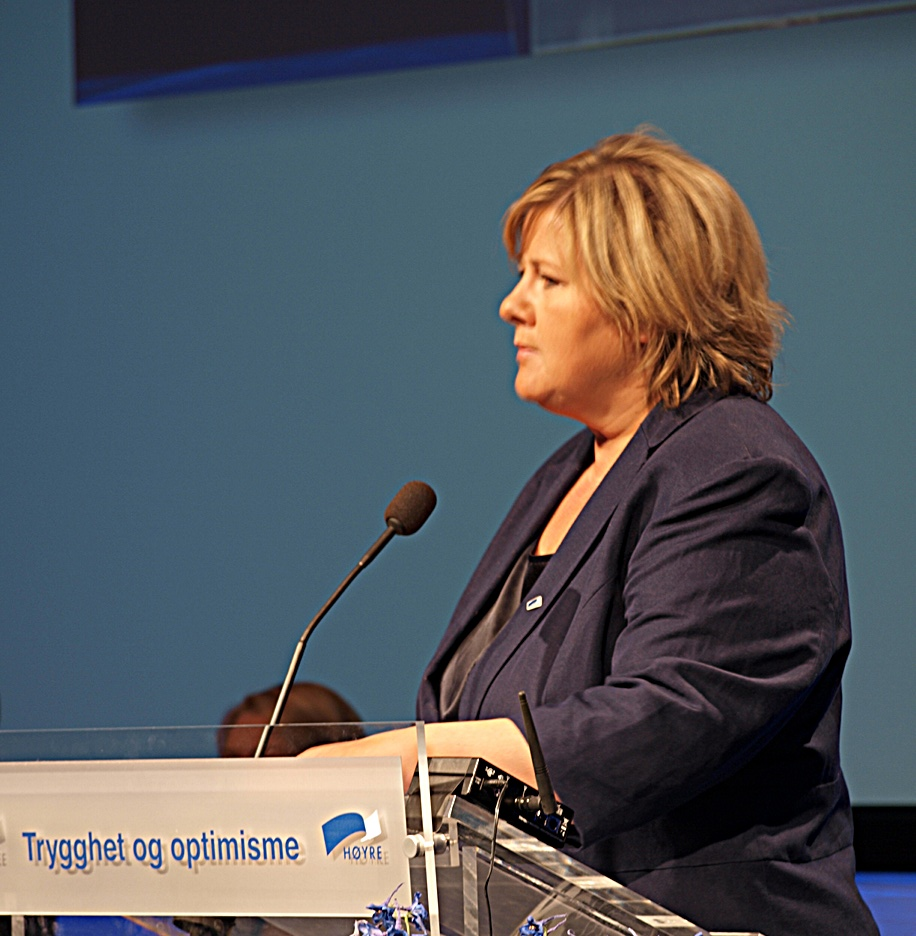
Em 2009 durante o congresso anual de Høyre.

### Líder partidária
No Partido Conservador, desempenhou em 2002 a função de vice-presidente do partido político até que, desde o dia 9 de maio de 2004 sucedeu Jan Petersen ao ser eleita como Presidente, sendo assim líder do partido.
Ao liderar o partido, apresentou-se pela primeira vez como candidata principal às Eleições parlamentares da Noruega de 2005 nas quais conseguiu 14,1% dos votos e um total de 23 assentos; nas Eleições de 2009 obteve 24,3% e 30 assentos; nas Eleições Parlamentares de 2013 realizadas no dia 9 de setembro, conseguiu ganhar as eleições superando aos demais candidatos com 64,4% dos votos e 48 cadeiras no parlamento.

## Primeira-ministra da Noruega
Depois de ter conseguido a vitória em 2013 tornou-se Primeira-ministra da Noruega sendo a segunda mulher a ocupar o cargo político (a primeira foi Gro Harlem Brundtland).
Foi investida no cargo a 16 de outubro desse mesmo ano, sucedendo no cargo ao político Jens Stoltenberg e assumindo como residência oficial a Inkognitogata 18.
Enfrentou tensões entre os componentes da sua maioria, levando a uma rutura com o Partido do Progresso.
Herdou a alcunha "Erna de Ferro", em referência à ex-Primeira-Ministra britânica Margaret Thatcher, pela sua gestão implacável da crise migratória em 2015, durante a qual tinha apertado as condições de acolhimento.
Em 2017, após a vitória nas eleições parlamentares de 2017, foi reconduzida no cargo de primeira-ministra.
Para fazer face à queda dos preços do petróleo em março de 2020, o seu governo adotou uma série de medidas de apoio às empresas, tais como a simplificação dos procedimentos para despedimentos temporários de empregados e privilégios fiscais.
Em 2021, após o resultado das eleições parlamentares de 2021, não conseguiu assegurar uma maioria necessária para governar, pelo que foi sucedida pelo líder do Partido Trabalhista, Jonas Gahr Støre.

## Condecorações
- Comendadora da Real Ordem Norueguesa de Santo Olavo, 2005.